# Odem
Odem (tiếng Hebrew: אֹדֶם hoặc אודם) là một khu định cư của Israel và moshav shitufi ở phía bắc của Cao nguyên Golan. Nằm trên núi Odem, ở độ cao 1.090 mét (3.580 ft) trên mực nước biển, đây là thị trấn cao thứ hai ở Israel và các vùng lãnh thổ do Israel chiếm đóng. Nó được bao quanh bởi Rừng Odem và thuộc thẩm quyền của Hội đồng khu vực Golan. Năm 2017 nó có dân số là 131 người. [1]
Cộng đồng quốc tế coi các khu định cư của người Israel ở Cao nguyên Golan là bất hợp pháp theo luật pháp quốc tế, nhưng chính phủ Israel tranh chấp điều này.

## Từ nguyên
Odem có nghĩa là ruby và biểu thị màu đỏ. Trong trường hợp này, nó đề cập đến màu sắc của những tảng đá của Núi Odem, một ngọn núi lửa đã tuyệt chủng.

## Lịch sử
Chính phủ Israel đã phê chuẩn việc thành lập khu định cư năm 1975 và một nhóm thanh niên đã chiếm một căn cứ quân sự Syria bị bỏ hoang gần đó. Tuy nhiên, hầu hết những người định cư ban đầu đã rời đi, vì nhiệt độ lạnh lẽo và gió mạnh. Những người còn lại đã được tham gia vào năm 1981 bởi một nhóm mới, và khu định cư hiện tại đã được thành lập. Dân số khoảng 150 vào năm 1993, khoảng một phần ba trong số họ là trẻ em.

## Nền kinh tế
Các ngành công nghiệp chính là một nhà máy sản xuất nhựa cho đồ nội thất và một nhà máy quang học sản xuất ống kính bảo vệ và kính bảo hộ. Xưởng rượu vang núi Odem cũng nằm ở đó.